# Ы
Ы, ы («ы», «и») — кирилична літера. Відома також під назвою йори́ або єри́ (від рос. еры). 28-а літера білоруської кириличної, 29-а літера російської абетки, також присутня в більшості стандартів русинської. В інших слов'янських кириличних абетках відсутня (хоча в південнослов'янських мовах різниця між звуками [ɨ] та [і] усунулася, літеру Ы із сербської та болгарської абеток було вилучено лише в XIX столітті). Позначає голосний [ɨ], який існував іще в праслов'янській мові — вимовляється близько до [ɪ] (українського [и]), але під час вимови язик відсувається глибше, припідіймаючись до піднебіння.
Нині Ы вживають також у багатьох абетках неслов'янських мов.

## Історія
Назва «єри́» (староцерк.-слов. ѥры, церк.-слов. еры́) очевидно походить від «еръ» (ъ) або «ерь» (ь). Власне ы походить від складання двох кириличних літер — ъ («єр») та ı («і»), чим і пояснюють її назву.
У найдавніших формах глаголиці і кирилиці літера ы, ймовірно, була відсутня; у пізніших зразках вона являла собою механічне поєднання (диграф) ъ або ь зі знаком і або и (у старослов'янських пам'ятках трапляються всі можливі комбінації диграфа; елементи літери могли поєднувати рискою). У російському письмі диграф ъи замість сучасної літери ы використовувався до початку двадцятого століття на межі префікса і кореня (наприклад, съискать). У найбільш «класичній» формі глаголичну ы прийнято зображати як , а кириличну — як  (до XIV століття),  (з XIV століття і досі). Прийнято вважати, що в кирилиці літера Ы займає 30-ту позицію, а в глаголиці 31-шу. Числового значення не має.

## Звук Ы
Звук [ɨ] («ы») досить поширений у мовах світу. У праіндоєвропейській мові був відсутній, у праслов'янській походить від праіндоєвропейського дифтонга [eu] або від монофтонга [ū] («довгого u»). Це підтверджує порівняння праслов'янських лексем з іншими індоєвропейськими: прасл. *synъ («син») — лит. sūnŭs, прасл. *svekry («свекруха») — лат. socrūs. Звук [ŭ], короткий варіант праіндоєвропейського *u, дав у праслов'янській редукований звук *ъ.
У запису фонетичної реконструкції праслов'янської мови для позначення [ɨ] використовується латинська y, цією ж літерою прийнято передавати кириличне «ы» у латинській транслітерації.
У процесі розвитку слов'янських мов голосний [ɨ] зник у більшості з них, злившись зі схожим голосним переднього ряду високого підняття [і]. Із сучасних літературних слов'янських мов він зберігається лише в білоруській і російській, дуже схожий звук [ɨ̞] (варіант запису [ɪ̈]) існує також у польській мові. У сучасній українській звук [ɨ] зберігся тільки в деяких діалектах (лемківському, бойківському, надсянському і деяких говірках закарпатського).
В більшості діалектів русинської праслов'янський звук [ɨ] трансформувався в неокруглений, або ж злегка округлений, задньогортанний [ɤ].

## В українській мові
За історико-етимологічним принципом в українській абетці ця літера була присутня аж до другої половини XIX століття. Тривалий час «ы» вживалася в українському письмі як дублер літер «и» та «і» — у більшості українських земель з XII—XIII ст. їх читали як звук [ɪ] (що виник внаслідок злиття стародавніх [і] та [ɨ]). Літеру «і» писали на місці праслов'янського *i перед голосними (з XV ст.), «и» — на місці праслов'янського *i в інших позиціях, «ы» — на місці праслов'янського *y. Втім, вже з XI ст. починаються помилки у вживанні літер, пов'язані з процесом злиття [і] та [ɨ]. Так, д.-рус. рыбы могли записувати як рибы, а д.-рус. риза — як рыза.
Цього принципу стихійно дотримувався зокрема Іван Котляревський, який започаткував процес формування нової української літературної мови, та видавець його творів М. Парпура. Вони користувалися абеткою, спільною з російською, але з відмінною від неї вимовою деяких літер. Вибір літери для передавання на письмі конкретного звука визначався його походженням. На XVIII ст. звука [ɨ] вже не існувало у більшості українських діалектів: він злився з [і] в один звук — [ɪ]. Літера ы, втративши свою давню вимову, стала зайвою. За нею не було закріплено окремого звука, тому ы та и вживали непослідовно, часто їх плутаючи. Відтак у нових українських абетках, складених за фонетичним принципом, літера ы була відсутня.
В «Граматці» Пантелеймон Куліш писав:
|  | Буква Ы въ нашій мові лишня, бо въ насъ не говорять такъ твердо, якъ Московські люде, ты, вы, мы, або столы, бабы, а мякше; тимъ и доволі зъ насъ букви И для всякого такого слова, якъ криниця, каплиця, и доволі букви І для всякого такого слова, якъ жінка, сіно. Буква Ы поставлена въ азбуці тілько на те, що вона есть у Церковних книгах, а затимъ и въ старосьвітському письмі. |

Борис Грінченко, відмовившись від ы і використавши у своєму «Словарі української мови» для позначення [ɪ] літеру «и» (всупереч правопису, прийнятому тоді в Російській імперії), пояснює це у передмові до словника: «...правописаніе это препятствуетъ правильному начертанію звуковъ языка, обезображиваетъ внѣшній видъ изображаемыхъ словъ частымъ употребленіемъ ы... (Кіевъ, 11 ноября 1904)»
Проте буква ы була присутня і в дуже поширеній до початку XX століття «ярижці», назва якої походить від церковнослов'янської назви літери «єри».

## В інших абетках
У сучасних кириличних абетках для слов'янських мов «ы» існує тільки в російській, білоруській і церковнослов'янській.
Російська мова

У російській абетці використовується для передавання звука [ɨ] — неогубленого голосного середнього ряду високого підняття, який зберігся у російській мові з праслов'янських часів. Згідно з Московською фонологічною школою, самостійна фонема /ɨ/ у сучасній російській відсутня, а [ɨ] є всього лиш алофоном фонеми /i/ після твердих приголосних. Проте Петербурзька фонологічна школа розглядає /ɨ/ як окрему фонему.
- У російській мові «ы» пишеться на місці праслов'янського *y, а також у деяких інших випадках: так, рос. крыло при прасл. *kridlo пояснюється народною етимологізацією слова, його контамінацією з крыть[9].
- Після шиплячих «ы» ніколи не пишеться, заміняючись «и». Після «ц» у сучасному правописі «ы» пишеться лише в небагатьох винятках (цыпленок, цыган, цыц, цыкнуть, на цыпочках), у суфіксах та закінченнях (Курицын, огурцы, молодцы).
- На початку слів і після голосних «ы» пишеться лише у запозичених словах і назвах (ыр, ынджера, Ыгыатта, Ыджыдпарма, Джайаыл, Суыкбулак, Хабырыыс), у цьому відношенні її вживання аналогічне українському «и». Початкова позиція може траплятися і в питомо російських звуконаслідуваннях (ыкать, ых).
- Після задньоязикових «ы» пишеться лише в запозиченнях, іншомовних назвах (кок-сагыз, акын, такыр, Мангышлак, Кызыл, Архыз), а також у питомо російських простомовних формах слів (Кыся, Олегыч, Маркыч, Аристархыч), звуконаслідуваннях (гыгыкать, кыш), на стиках морфем (подытожить, сыграть, безымянный), за винятком префіксів іншомовного походження (постинфарктный, але предынфарктный) і префіксів на гортанні й шиплячі (межигровой, сверхизысканный), а також слова взимать з похідними. Хоча в сучасній російській мові задньоязикові можуть бути й твердими, й м'якими, на письмі вживається переважно «и». При цьому вимова складів ги, хи, ки може бути різною: як «ґі», «хі», «кі» (гиря, хищник, кислый), так і «ґы», «хы», «кы» (вздрагивать, тихий, тонкий). Сполучення задньоязикових з наступним голосним переднього ряду [і] та їхні м'які варіанти в східнослов'янських діалектах стали можливими лише у XIII—XIV ст., доти відбувалася їхня палаталізація і перехід у «зі», «сі», «ці».

- Після «й» літера «ы» трапляється лише в транслітерованих іншомовних іменах та назвах (Тайынша, Чыйырчык).
- Після «ъ» літера «ы», ймовірно, не трапляється взагалі (хоча теоретично в транскрипції й транслітерації не заборонена). Після «ь» трапляється у в'єтнамських запозиченнях (Тьы-ном, Тьы куокнгы).

Білоруська мова

- У білоруській мові також передає звук [ɨ], який може походити як від праслов'янського *y, так і від інших голосних (*i, *ь) після стверділих «р», «ж», «ц», «ч», «ш»: крыніца (< прасл. *krьnica/*krinica), жыта (< žito), бегчы (< *běgti), шыць (< *šiti).

Русинська мова

- В русинській мові у більшості діалектів, та, відповідно, у більшості літературних стандартів літера «ы»[10] використовується на позначення неогубленого голосного заднього ряду ([ɤ]) на місті етимологічного праслов'янського *y. Може зустрічатись як після непалаталізованих, так після палаталізованих приголосних.
- Літера відсутня в Бачвано-Сримському варіанті русинської, через відсутність окремої фонеми, яку б мала позначати.

Церковнослов'янська мова

У церковнослов'янській мові вживання  схоже з російським, але є деякі відмінності:
- У різних граматичних формах одного і того ж слова можуть водночас траплятися -и та -ы, наприклад, раби (наз. відм. множини рабъ) — рабы (знах. і ор. відм. множини від рабъ);
- Після шиплячих можуть траплятися -и та -ы, наприклад, мужи́ (наз. відм. множини від мужъ) — мужы́ (знах. і ор. відм. множини), юноши (род. і дав. відм. від юноша — юноши (наз. і кл. відм. множини, а також наз., знах. і кл. відм. двоїни) — юношы (знах. відм. множини), нищимъ (ор. відм. однини) — нищымъ (дав. відм. множини) тощо;
- Після «ц» зазвичай пишеться «ы», літери «и» та «і» в цій позиції трапляються лише в запозичених словах (Цицеронъ, Констанція).
- Після префіксів на приголосну И може і переходити, і не переходити в Ы; можливі також написання з ЪІ замість Ы (подъимати/подымати, але ѿимати), для різних префіксів і коренів переважне написання може бути різним.

Відмінністю від староцерковнослов'янської орфографії є те, що в сучасній церковнослов'янській прийняті написання ги, ки, хи, гі, кі, хі на місці староцерковнослов'янських гы, кы, хы (староцерк.-слов. Кыѥвъ, але сучасне церк.-слов. Кіевъ).

### В абетках для неслов'янських мов
- Літера ы використовується в кириличних абетках мов багатьох неслов'янських народів Росії: тюркських, монгольських, фіно-угорських. Там вона передає або звук [ɨ], або близькі до нього за артикуляцією задньоязикові чи середньоязикові голосні: у казахській [ɯ], у татарській [ɤ] та ін.
- Літера «ы» зазвичай включалася до складу румунської кирилиці, але практично не використовувалася. Замість неї для позначення звука [ɨ] вживалася буква Ѫ («великий юс»). Цікаво, що в церковнослов'янській абетці Ѫ вийшов з ужитку в XVII столітті.
- Літера ы входить до складу молдавської кирилиці, де позначає звук [ɨ].

## У культурі

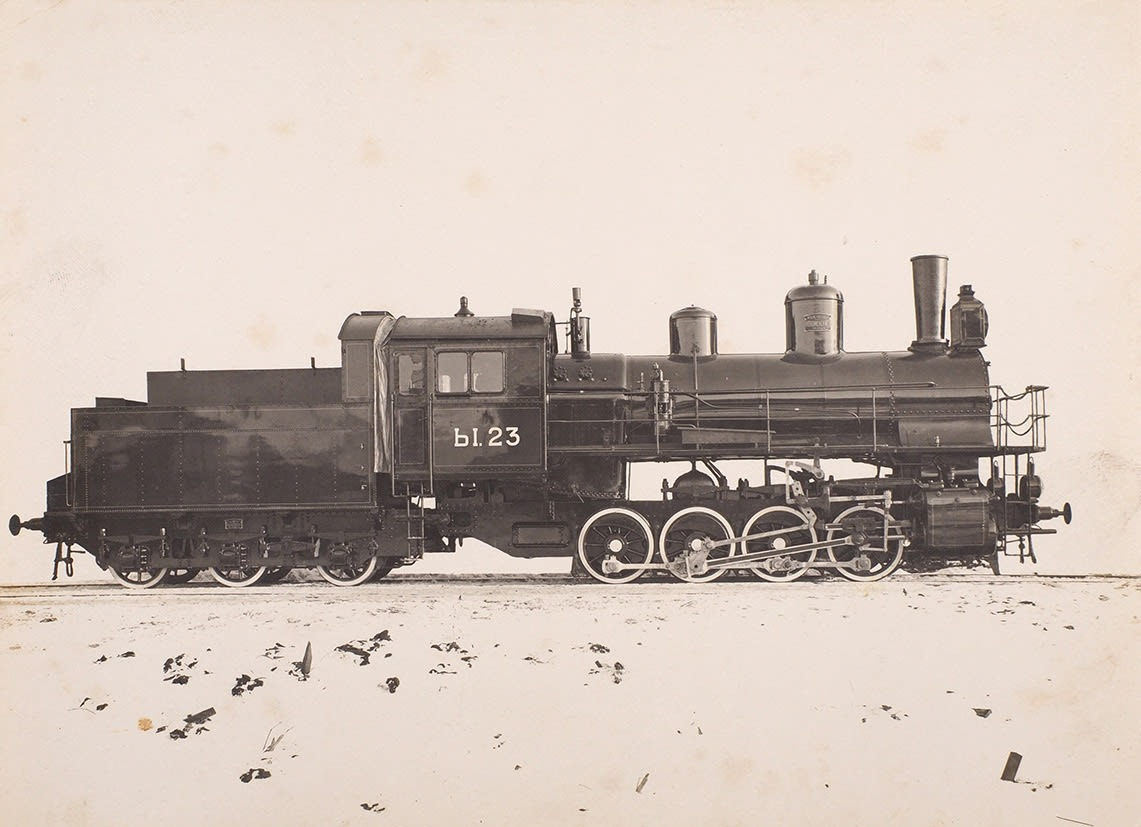
Паровоз Ы

- Існує популярна кінокомедія Леоніда Гайдая, яка в оригіналі називається «Операция „Ы“ и другие приключения Шурика». З огляду на те, що у сучасній українській абетці літера «ы» відсутня, «Ы» у назві мусили замінити в дослівному перекладі на «И»: «Операція «И» та інші пригоди Шурика». У фільмі персонаж Юрія Нікуліна («Бельбас») вимовляє звук [ɨ] («Ы» — «чтоб никто не догадался», «щоб ніхто не здогадався»).
- З 1910 року випускалися паровози серії Ы.
- Літера «Ы» увійшла в мережевий жаргон рунету як замінник англомовного акроніма LOL — завдяки схожості в написанні.
- Назва гурту Леоніда Федорова «АукцЫон» пишеться через Ы.

## Цікавий факт
Відомий український мовознавець О. П. Павловський писав у 1822 році:
|  | Ви ще кажете, що літера и у Малоросіян вимовляється дещо м'якіше, ніж ы: це значить, що ви говорите ще більш невизначально, ніж я. Бо який існує середній тон між ы та и? хіба тільки в іноземців, що недавно в Росії живуть… …У цих словах ви скрізь почуєте від Малоросіянина, якби він став їх вимовляти, чисте ы: бо вони, як і всі інші Росіяни, маючи голосові знаряддя досконалі, вимовляють чисто і ясно всі букви Оригінальний текст (рос.) [Вы еще говорите, что буква и у Малороссіянъ произносится несколько мягче, нежели ы: это значитъ, что вы говорите еще болѣе неопредѣлительно, нежели я. Ибо какой существуетъ средній тонъ между ы и и? развѣ только иностранцевъ, недавно въ Россіи живущихъ… …Въ сихъ рѣчахъ вы вездѣ услышите отъ Малороссіянина, ежели бы онъ сталъ ихъ переговаривать, чистое ы: ибо они, какъ и всѣ прочіе Россіяне, имѣя голосовыя орудія совершенныя, произносятъ чисто и ясно всѣ буквы ] Помилка: [undefined] Помилка: {{Lang}}: немає тексту (допомога): текст вже має курсивний шрифт (допомога) |

Очевидно, для О. П. Павловського різниці у вимові [ɨ] та [ɪ] не було, а твердження деяких сучасників про існування «середнього тону» (тобто звука [ɪ]) він вважав необґрунтованим. Втім, у сучасному українському мовленні теж спостерігають вимову «и» як [ɨ] («ы»), що є порушенням української орфоепічної норми.

## Таблиця кодів
| Кодування    | Реєстр | Десятковий код | 16-ковий код | Вісімковий код | Двійковий код     |
| ------------ | ------ | -------------- | ------------ | -------------- | ----------------- |
| Юнікод       | Велика | 1067           | 042B         | 002053         | 00000100 00101011 |
| Юнікод       | Мала   | 1099           | 044B         | 002113         | 00000100 01001011 |
| ISO 8859-5   | Велика | 203            | CB           | 313            | 11001011          |
| ISO 8859-5   | Мала   | 235            | EB           | 353            | 11101011          |
| KOI-8        | Велика | 249            | F9           | 371            | 11111001          |
| KOI-8        | Мала   | 217            | D9           | 331            | 11011001          |
| Windows-1251 | Велика | 219            | DB           | 333            | 11011011          |
| Windows-1251 | Мала   | 251            | FB           | 373            | 11111011          |

В HTML велику літеру Ы можна записати як &#1067; або &#x042B;, а малу ы — як &#1099; або &#x044B;.
Починаючи з версії 5.1 в Юнікоді є окремі коди для форми ЪІ (на відміну від ЬІ): U+A650, U+A651 (Ꙑꙑ).